# Oksana Grishina
Oksana Yuryevna Grishina (também escrito Oxana Grichina)  (em russo:  Оксана Юрьевна Гришина; nascida em 27 de novembro de 1968) é uma ex-ciclista russa que conquistou a medalha de prata na corrida de velocidade dos Jogos Olímpicos de Verão de 2000 e obteve três medalhas de bronze no campeonato mundial de ciclismo em pista da UCI.